# Corso Unione Sovietica
Corso Unione Sovietica è una delle principali arterie di Torino, un viale alberato con una carreggiata centrale e due controviali lungo 5,3 km, che collega il centro con la periferia sud. Il suo prolungamento naturale è nel territorio di Nichelino, terminando di fronte alla palazzina reale di caccia di Stupinigi. Esso non segue il tracciato "a scacchiera", che caratterizza il reticolo viario della città di Torino, ma lo "taglia" in diagonale, nella direzione da nord-est a sud-ovest.

## Storia
Quando, nel XVIII secolo, fu costruita la palazzina di caccia di Stupinigi, venne tracciato un viale alberato che collegasse il centro della città sabauda con la residenza reale. Si chiamava corso Stupinigi, fino all'inizio degli anni '50, quando fu cambiata la denominazione in corso Unione Sovietica, in omaggio a una delle nazioni alleate della seconda guerra mondiale.
Il corso parte dall'incrocio con corso Germano Sommeiller, dove c'è il cavalcaferrovia che unisce quest'ultimo a via Tommaso Valperga di Caluso, con un incrocio un po' obliquo, quale prosecuzione ideale della via Paolo Sacchi, una delle due vie che fiancheggiano il fascio di binari della ferrovia.

Al numero 100 è presente la caserma "Vittorio Dabormida", costruita negli anni dal 1908 al 1914, mentre al numero 130 si trova la caserma "Morelli di Popolo", costruita dal 1905 al 1910.
Negli anni 1960, il consiglio comunale della città intitolò la prima parte del corso a Filippo Turati e la denominazione sostituì la precedente dall'incrocio con corso Germano Sommeiller a corso Bramante: la numerazione civica del corso Unione Sovietica tuttavia fu mantenuta invariata per non dovere cambiare tutti i numeri sino al fondo del corso (che arrivano ad oltre 650), per cui esso ora inizia ufficialmente dai numeri 75 e 86.

Al numero 650 è ancora conservato l'ex cimitero "Mirafiori", attivo dal 1876 al 1972, ormai circondato su tre lati da strutture industriali e di servizi.
  
All'estremità sud del corso, sul ponte del fiume Sangone, è presente una lapide che ricorda la fucilazione di quattro partigiani avvenuta il giorno 8 luglio 1944.

## Tracciato
Partendo dall'incrocio con i corsi Lepanto e Bramante, il corso costeggia sulla sinistra uno spazio edilizio via via più ampio, che lo separa dal tracciato della ferrovia Torino-Genova (che corre parallela al cardine massimo, cioè nella direttrice nord-sud), mentre sulla destra costeggia il quartiere di Santa Rita. All'incrocio con via Filadelfia vi s'immette corso Galileo Ferraris.
Più avanti attraversa il quartiere Mirafiori Sud, subito dopo la piazza Caio Mario e l'incrocio con corso Settembrini, incorpora il corso IV Novembre (ora corso Giovanni Agnelli), costeggia ad est la storica Borgata Mirafiori, e prosegue fino al confine del comune di Torino con quello di Nichelino, in corrispondenza del ponte sul torrente Sangone (ricostruito negli anni '60 dopo l'alluvione nel 1962) e l'incrocio con via dei Cacciatori.
Il corso prosegue con la denominazione di viale Torino, nella frazione di Stupinigi a Nichelino, un ampio viale alberato che termina all'ingresso della palazzina reale di caccia di Stupinigi. Aggirata la palazzina, il viale prosegue idealmente in linea retta diventando la SS 23 per il Colle del Sestriere.
Esso costituisce, per alcune delle vie e corsi che incrocia, una specie di "spartiacque", nel senso che alcune strade cittadine, pur mantenendosi nello stesso asse da entrambe le parti del corso, cambiano denominazione, iniziando la loro numerazione in modo simmetrico rispetto a corso Unione Sovietica.
 Così è, ad esempio, per i corsi Bramante e Lepanto, i corsi Eusebio Giambone e Cosenza, via Paolo Onorato Vigliani e corso Settembrini, ma fanno eccezione a tale "regola" corso Sebastopoli e via Filadelfia, che attraversano corso Unione Sovietica senza cambio di denominazione.

## Trasporti
Il corso è interamente percorso dalla linea tranviaria n. 4, dall'incrocio con corso Sommeiller fino alla rotonda che incrocia strada vicinale del Drosso da un lato e strada Castello di Mirafiori dall'altro.